# El cubo mágico
El cubo mágico és la segona part de la pel·lícula de dibuixos animats dirigida per Ángel Izquierdo, Dragon Hill, la colina del dragón en 2002. És una coproducció hispano-polonesa que estat produïda per l'empresa cordovesa M5 Audiovisual.

## Sinopsi
Des que el malvat mag Septimus i el seu ajudant van ser bandejats del Turó del Drac, la vida allí és plàcida i tranquil·la. Però Septimus troba la manera de tornar amb l'ajuda d'un objecte malèfic i d'un poder terrorífic que ha caigut a les seves mans: la Galleda Màgica. Ara els habitants de DragonHill i del món corren un gran perill.
El petit drac Elfy, el seu amic Kevin i el seu avi Ethelbert, el drac guardià del Turó, s'enfronten a noves i fantàstiques aventures lluitant contra el mal.

## Nominacions
- XXI Premis Goya: nominada al Goya a la millor pel·lícula d'animació.[4]